# Gammelslott
Das Gammelslott (deutsch „Altes Schloss“ – auch Ire södra fornborg genannt, da sich auch östlich der Siedlung Ireviken eine Fornborg befindet) liegt auf der Klippe von Kasa im Kirchspiel Hangvar auf der schwedischen Insel Gotland.
Das Gammelslott misst etwa 110 × 80 Meter. Es wird von Steilhängen und von einem Tal begrenzt, das etwa 115 Meter lang, drei bis acht Meter breit, aber heute nur noch bis zu einem Meter hoch ist. Auf der Südseite ist eine etwa 3,5 m breite Mauer erhalten. Das Innere der Burg ist nicht eben, aber die Abweichung könnte von dem Steinbruch stammen, der das Material der Mauer lieferte, deren Alter jedoch unklar ist. Der Graben ist etwa 30 Meter lang.
1,5 Kilometer westlich vom Gammelslott liegt der Rest eines eisenzeitlichen Bauernhofes (schwedisch Kämpgravar) und es ist möglich, dass die heute mit Nadelwald bewachsene alte Burg zeitgenössisch ist und aus den Jahrhunderten um Christi Geburt stammt. Lickershamn fornborg liegt ebenfalls westlich unmittelbar vor dem Hafen von Lickershamn. Es ist eine Burg von 140 × 100 Meter.

## Archäologischer Kontext
In Schweden finden sich über 1000 ähnliche eisen- (200–550 n. Chr.) und vendelzeitliche (550–800 n. Chr.) oder auch wikingerzeitlich genutzte Anlagen, die sich vor allem in Süd- und Mittelschweden befinden. Möglicherweise sind einige bereits in der Bronzezeit entstanden.
Auf Gotland sind 82 solcher Anlagen bekannt. Die meisten haben weniger als 800 m² Innenfläche. Dabei wird unterschieden zwischen:
- 44 Flachlandburgen
- 31 Höhenburgen (darunter das Gammelslott)
- 7 Moor- oder Gewässeranlagen